# هاري أندرس
هاري أندرس (بالإنجليزية: Harry Anders)‏ (28 نوفمبر 1926 في المملكة المتحدة - 1 أكتوبر 1994 ببلاكبول في المملكة المتحدة) هو لاعب كرة قدم بريطاني (وحمل سابقاً جنسية المملكة المتحدة لبريطانيا العظمى وأيرلندا) في مركز جناح ‏. لعب مع بريستون نورث إيند وبورت فايل ومانشستر سيتي وأكرينجتون ستانلي ‏ ونادي رانكورن هالتون ونادي ووركينغتون.